# 菅原拓也 (プロ雀士)
菅原 拓也（すがわら たくや、1988年1月11日‐）日本の麻雀プロ団体RMU所属。
株式会社LUXIA　代表取締役社長

## 略歴
- 2015年1月23日　株式会社LUXIA設立
- 2023年2月　RMUプロ試験に合格
- 2023年8月　新人研修を終え正式入会
- 2023年8月　経営する会社がMリーグ23-24シーズンセガサミーフェニックス ユニフォームスポンサー契約
- 2023年9月　経営する会社が麻雀遊戯王　チャンネルスポンサー契約
- 2024年2月　令昭位戦　D1リーグへ昇格
- 2024年3月　経営する会社がシンデレラファイトスポンサー契約
- 2024年6月　麻雀最強戦2024 スポンサーCUP優勝
- 2024年8月　経営する会社がMリーグ24-25シーズンセガサミーフェニックス ユニフォームスポンサー契約
- 2024年8月　麻雀最強戦2024「読みの神髄」出場

## リンク
- 菅原拓也 (@sugaLXA0111) - X（旧Twitter）